# Paraleptoneta
Paraleptoneta là một chi nhện trong họ Leptonetidae.